# Давід Шигер
Давід Шигер (угор. Dávid Sigér, нар. 30 листопада 1990, Дебрецен) — угорський футболіст, півзахисник румунського клубу «Сепсі ОСК».

## Клубна кар'єра
Народився 30 листопада 1990 року в місті Дебрецен. Вихованець футбольної школи клубу «Дебрецен». Для отримання ігрової практики виступав за резервну команду, а також здавався в оренду у клуби «Теглаш», «Летавертеш», «Мезйокйовешд» та «Бальмазуйварош».
Влітку 2015 року «Бальмазуйварош» викупив права на гравця у «Дебрецена», і незабаром Шигер став основним гравцем, а потім і капітаном команди. Він завершив чемпіонат другого дивізіону 2016/17 на другому місці з командою, яка вперше в своїй історії вийшла в вищий дивізіон Угорщини. Шигер також був лідером своєї команди, забивши чотири голи в двадцяти матчах чемпіонату в осінній половині сезону 2017/18, що викликало інтерес багатьох клубів, зокрема, «Ференцвароша». Він завершив сезон 2017/18 з чотирма забитими м'ячами, провівши в цілому 32 гри чемпіонату, втім команда посіла передостаннє 11 місце і покинула вищий дивізіон.
12 червня 2018 року «Ференцварош» офіційно оголосив про підписання контракту з футболістом. 3 листопада 2018 року Шигер забив свій перший гол за команду в матчі проти МТК (2:0). Цей гол був визнаний найкращим в категорії «Гол року» на 61-му гала-концерті Спортсмен року в Угорщині. У чемпіонаті сезону 2018/19 він забив 2 голи в 23 матчах і став разом з командою чемпіоном країни.
6 серпня 2019 року в 3-му кваліфікаційному раунді Ліги чемпіонів 2019/20 у виїзному матчі проти «Динамо» (Загреб) він зрівняв рахунок ударом головою на 60-й хвилині, матч закінчився 1:1. У вересні 2019 року Давід продовжив контракт з клубом. 27 жовтня «Ференцварош» виграв матч у клубу «Фегервар» (2:1), а Шигер оформив дубль. 28 листопада 2019 року Шигер забив гол у 5-му турі групового етапу Ліги Європи в матчі проти «Еспаньйола» (2:2). 23 травня 2020 року зробив дубль у ворота рідної команди «Дебрецен» (2:1). У червні 2020 року Шигер разом з командою знову став чемпіоном країни.
26 серпня 2020 року у 2-му кваліфікаційному раунді Ліги чемпіонів 2020/21 Шигер забив гол у ворота шотландського «Селтіка», а матч в результаті закінчився сенсаційною перемогою «Ференцвароша» 2:1, завдяки чому команда вийшла в наступний раунд, а пізніше вперше за 25 років потрапила до групового етапу Ліги чемпіонів. Станом на 2 жовтня 2020 року відіграв за клуб з Будапешта 53 матчі в національному чемпіонаті.

## Виступи за збірну
5 вересня 2019 року дебютував в офіційних матчах у складі національної збірної Угорщини в товариському матчі проти Чорногорії, замінивши в перерві Ласло Кляйнгайслера і таким чином він став 1000-м гравцем в історії збірної Угорщини.

## Титули і досягнення
- Чемпіон Угорщини (5):

«Ференцварош»:  2018-19, 2019-20, 2020-21, 2021-22, 2022-23
- Володар Кубка Угорщини (1):

«Ференцварош»: 2021-22